# Lopo Soares de Albergaria

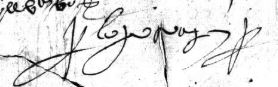
Assinatura de Lopo Soares de Albergaria

Lopo Soares de Albergaria (Lisboa, c. 1460 — Torres Vedras, c. 1520) ou  Lopo Soares de Alvarenga, como também foi conhecido, foi um influente aristocrata e militar, capitão-mor e governador da Fortaleza de São Jorge da Mina, depois nomeado por D. Manuel I, em 1515, como o 3.º governador da Índia, sucedendo no cargo a Afonso de Albuquerque.
Diz dele Gaspar Correia que era "homem seco de conversação, de poucas palavras, e muito áspero na Justiça".

## Biografia

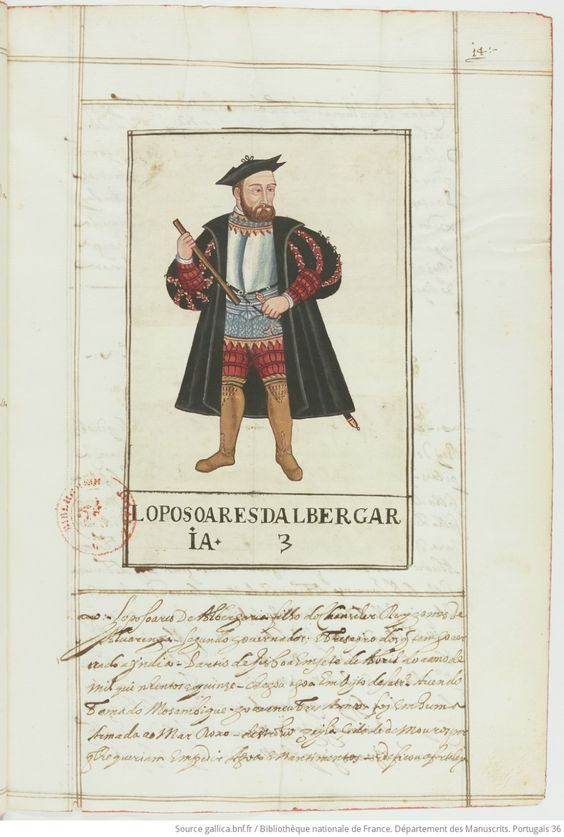
Lopo Soares de Albergaria, vice-rei da Índia, retirado de manuscrito escrito por Pedro Barreto de Rezende no século XVII, actualmente na BnF

Quando ainda era jovem, a 18 de Janeiro de 1469, altura em que usava, também, o nome Lopo Soares de Melo e em que era moço fidalgo da Casa Real, obteve uma tença anual de D. Afonso V para mantimento dos seus estudos.
A 22 de Abril de 1504, Lopo Soares capitaneou a Armada que partiu para a Índia e derrotou os muçulmanos, defendendo-se dos ataques do rei de Calecute.
Regressou a Portugal logo no ano seguinte, em 1505, nos começos do Verão, acompanhado pelo heróico Duarte Pacheco Pereira.
Ruma novamente à Índia, depois de ter sido nomeado governador desse território, sucedendo a Afonso de Albuquerque em 1515, contra o qual conseguira indispor D. Afonso V.
Apenas chegado a Goa toma posse a 18 de Setembro, toma imediatamente posse do governo, estando o seu antecessor ainda na região.
Teve dificuldade em dar continuidade ao trabalho do anterior governador - Afonso "o Terribil" - tendo acumulado vários insucessos militares durante os seus quatro anos de governação, o que em geral só granjeou o desagrado, não só dos reis indianos, mas, também dos portugueses.
Dentre os seus fracassos, destaca-se a sua expedição ao Mar Vermelho de 1517, em busca de inimigos muçulmanos. Na verdade, apenas decidiu não avançar sobre terra e suspender o ataque ao porto de Jedá, face ao risco de um bombardeamento com êxito por parte da artilharia turca. O que, por alguns, foi considerado bom-senso do chefe militar português, e por muitos, pura cobardia. Recuo que se juntaria a um outro, iniciado dois anos antes, com a derrota, significativa, em Mamora, no litoral marroquino, onde morreram 4000 portugueses.
Para contraponto destes fracassos, contam-se alguns sucessos obtidos, enquanto ainda estava no exercício das funções da governação da Índia, dos quais, os mais significativos ocorreram em 1518, quando venceu a armada do Egito e incendiou Zeilá, na costa etíope, tendo ainda fundado a importante fortaleza de Colombo, na Ceilão ou Taprobana(actual Sri Lanka).
Foi vítima de difamação, injustamente proferida contra si, pois D. Lopo gozava da fama de homem honesto e esta vinha principalmente por parte de um vigário geral de Cochim, o qual, mais tarde, foi acusado: «de crimes de peculato, de "mulherengo" e acabou por desaparecer da arena política/religiosa da Índia».
Posteriormente, o rei D. Manuel I, intimou-o a apresentar-se no Paço, em Lisboa, para prestar contas (financeiras) de acontecimentos havidos no Oriente. Mas, Lopo Soares de Albergaria recusou-se responder às injunções do rei.
D. Manuel insistiu e intimou-o, novamente, para que se apresentasse de imediato, na corte. D. Lopo Soares de Albergaria respondeu-lhe, pedindo que o dispensasse de tal mercê «pois se era por questão de demandas com Fernão de Alcaçova (Vedor da Fazenda da Índia) não se queria defender delas e se dava por condenado, para o que respondia sua fazenda; se mesmo fosse necessário o ser executado, em Torres Vedras havia picota (pelourinho, onde expunham as cabeças dos condenados) para toda a execução e ele cá estava de pé quedo; e se sua Alteza o chamava para lhe fazer mercê e bem contente estava com o que tinha, porque Deus o trouxera para junto de suas filhas.»
El-Rei acabou por dispensar de insistir na sua demanda.
Em 1519 voltou a Portugal, substituído do cargo por Diogo Lopes de Sequeira. Não sendo bem recebido pela corte, resolve sair da sua casa na capital, em Chão de Alcamim, na freguesia de São Cristóvão de Lisboa, retirando-se para a sua casa de campo em Torres Vedras, tendo constado do relato de cronistas da época que, pelo desgosto causado pela sua receção, nunca mais regressou ao palco político.
Era proprietário, também, de uma capela na Igreja da Graça, em Lisboa, onde foi sepultada a sua mulher. Encontrava-se sob a invocação de São Fulgêncio, onde está o actual baptistério, e tinha sido mandada edificar para si e os seus herdeiros, os quais a cederam mais tarde. Os seus pais já tinham tido, antes dele, outra capela naquela igreja ou, mais provavelmente, a capela de Lopo Soares de Albergaria tratar-se-á de uma extensão dessa mesma capela original. A sua família, pela mão de sua filha D.ª Catarina, a única a ter descendência, continuou a usar esse espaço para túmulo, pelo menos até 1884.

### Dados genealógicos
Lopo Soares de Albergaria 1.º senhor de Pombalinho (que comprou ao Conde de Penela).
Nascido cerca 1442, em Lisboa e falecido depois de 1520, em Torres Vedras.
Filho de:
- D. Rui Gomes de Alvarenga, conde palatino, chanceler-mor do reino, presidente da Casa da Suplicação, fidalgo do Conselho, doutor em Leis, embaixador a Castela ;

e de:
- D. Mécia de Melo ou D. Milícia de Melo Soares, filha de Estêvão Soares de Melo, senhor da honra de Melo, e de D Tereza de Andrade, filha de Rui Nunes Freire de Andrade, senhor de Algés.

 Casou-se com:
- D. Ana de Albuquerque, filha de Nuno da Cunha «o Velho», alcaide-mor de Palmela, e de D. Catarina de Albuquerque.

Tiveram:
- D. Guiomar de Albuquerque casada com  D. Afonso de Menezes e Vasconcelos, senhor de Mafra. Sem descendência.
- D. Catarina de Albuquerque, 2ª senhora de Pombalinho (herdeira), casada em 1490 com D. Fernando de Almada. Com descendência.